# Nersès Zabbara
Nersès Zabbara (ur. 6 czerwca 1969 w Aleppo) – syryjski duchowny ormiańskokatolicki, od 2018 administrator apostolski Bagdadu, arcybiskup Bagdadu od 2023.

## Życiorys

### Prezbiterat
Święcenia kapłańskie przyjął 31 października 1999 i został inkardynowany do archieparchii Aleppo. Pracował głównie jako duszpasterz parafialny. W 2016 został mianowany tymczasowym administratorem archieparchii Bagdadu, a 23 czerwca 2018 otrzymał od papieża Franciszka nominację na jej administratora apostolskiego.

### Episkopat
27 maja 2023 papież Franciszek zatwierdził decyzję Synodu Kościoła Ormiańskiego, który wybrał ks. Zabbara na arcybiskupa Bagdadu. Sakry udzielił mu 27 sierpnia 2023 patriarcha Raphaël Bedros XXI Minassian.